# Sergio Gerasi
Sergio Gerasi (Milano, 12 maggio 1978) è un fumettista e musicista italiano.

## Biografia
Il suo debutto nel mondo del fumetto avviene nel 2000 su Lazarus Ledd della Star Comics, serie per cui illustrerà un totale di 18 numeri fino alla chiusura nel 2006. Sempre per Star Comics diventa copertinista di Rourke e disegna albi di Jonathan Steele, Nemrod e Cornelio, il detective con le sembianze di Carlo Lucarelli. Su Valter Buio inizia il sodalizio artistico con Alessandro Bilotta, autore che in seguito diventerà il suo collaboratore principale.
Per Mondadori, insieme a Tito Faraci, adatta a fumetti un racconto di Alan D. Altieri, pubblicato nella raccolta Internationoir. Nel 2009 firma, insieme a Davide Barzi, il libro a fumetti G&G, dedicato a Giorgio Gaber (Premio miglior graphic novel FullComics 2010).
Dal 2011 disegna Dylan Dog per Sergio Bonelli Editore. Per la casa editrice realizza inoltre un albo della collana Le Storie, L'ultima trincea, e dal 2017 riprende la collaborazione con Alessandro Bilotta sulle pagine del pluripremiato Mercurio Loi. 
Ha pubblicato quattro graphic novel da autore unico (testi e disegni): Le tragifavole (2010) per ReNoir Comics, e In inverno le mie mani sapevano di mandarino (2014), Un romantico a Milano (2018) e L'Aida (2020) per Bao Publishing. Con Un romantico a Milano vince il Premio Andrea Pazienza (Le strade del paesaggio 2018) per il miglior autore completo.
A partire dal 2021 disegna la serie biografica in tre atti Molière su testi di Vincent Delmas per l'editore francese Glénat, inedita in Italia.
Nel novembre 2022 entra a far parte del team di disegnatori di Eternity di Alessandro Bilotta, edito da Sergio Bonelli Editore e vincitore del Premio Attilio Micheluzzi 2023 per la migliore serie italiana.
Ha realizzato per anni le illustrazioni del segmento "Inchieste a fumetti" per Servizio Pubblico di Michele Santoro. Ha inoltre collaborato con diverse riviste e quotidiani nazionali tra cui La Gazzetta dello Sport, La lettura e 7 del Corriere della Sera. Dal 2003 è autore dei testi e batterista/fondatore della band punk rock 200 Bullets, con la quale ha pubblicato 4 dischi. Si esibisce in spettacoli di teatro-canzone illustrato (dedicati a Giorgio Gaber) insieme al duo Formazione Minima.

## Pubblicazioni

### Star Comics
- Giovanni Barbieri, Marco Abate (testi), Sergio Gerasi, Beniamino Del Vecchio (disegni); Il mio nome è Sand, in Lazarus Ledd n. 91, Star Comics, gennaio 2001.
- Ade Capone (testi), Sergio Gerasi, Beniamino Del Vecchio, Arturo Lozzi (disegni); Tra le ombre, in Lazarus Ledd n. 97, Star Comics, luglio 2001.
- Ade Capone (testi), Sergio Gerasi (disegni); Un caso impossibile, in Lazarus Ledd n. 107, Star Comics, maggio 2002.
- Ade Capone (testi), Sergio Gerasi (disegni); Il processo, in Lazarus Ledd n. 113, Star Comics, novembre 2002.
- Ade Capone (testi), Sergio Gerasi (disegni); Delitti nella nebbia, in Lazarus Ledd n. 119, Star Comics, maggio 2003.
- Ade Capone (testi), Sergio Gerasi, Alessio Fortunato (disegni); Profumo di rose, in Lazarus Ledd n. 120, Star Comics, giugno 2003.
- Ade Capone (testi), Sergio Gerasi (disegni); La gatta ladra, in Lazarus Ledd n. 125, Star Comics, novembre 2003.
- Andrea Iovinelli (testi), Sergio Gerasi (disegni); Il guerriero degli dei, in Lazarus Ledd n. 129, Star Comics, marzo 2004.
- Ade Capone (testi), Sergio Gerasi, Matteo Mosca, Riccardo Bogani, Massimiliano Avogadro (disegni); Alto tradimento, in Lazarus Ledd n. 130, Star Comics, aprile 2004.
- Ade Capone (testi), Sergio Gerasi (disegni); Guerra!, in Lazarus Ledd n. 134, Star Comics, agosto 2004.
- Ade Capone (testi), Sergio Gerasi (disegni); Ultimatum a New York, in Lazarus Ledd n. 139, Star Comics, gennaio 2005.
- Ade Capone (testi), Sergio Gerasi (disegni); La fine dell'innocenza, in Lazarus Ledd n. 142, Star Comics, maggio 2005.
- Ade Capone (testi), Sergio Gerasi (disegni); Correndo nel vuoto, in Lazarus Ledd n. 145, Star Comics, novembre 2005.
- Ade Capone (testi), Sergio Gerasi, Ivan Vitolo, Dario Sansone, Matteo Mosca, Ivan Cappiello (disegni); Il cerchio della vita, in Lazarus Ledd n. 147, Star Comics, marzo 2006.
- Ade Capone (testi), Sergio Gerasi (disegni); Nome in codice: Genesis, in Lazarus Ledd n. 148, Star Comics, maggio 2006.
- Ade Capone (testi), Sergio Gerasi, Ivan Vitolo, Dario Sansone (disegni); La furia di Erinni, in Lazarus Ledd n. 149, Star Comics, luglio 2006.
- Ade Capone (testi), Sergio Gerasi, Matteo Mosca (disegni); Sulla linea del fuoco, in Lazarus Ledd n. 150, Star Comics, settembre 2006.
- Ade Capone (testi), Sergio Gerasi, Alberto Gennari, Alfredo Orlandi, Arturo Lozzi, Fabio Bartolini, Giancarlo Olivares, Gigi Simeoni, Alessandro Bocci, Majo, Massimiliano Avogadro, Matteo Mosca, Michele Cropera (disegni); L'ultima battaglia, in Lazarus Ledd n. 151, Star Comics, novembre 2006.
- Andrea Aromatico (testi), Sergio Gerasi (disegni); Con gli occhi della tigre, in Nemrod n. 3, Star Comics, gennaio 2008.
- Andrea Aromatico (testi), Sergio Gerasi (disegni); Moonlight Shadow, in Nemrod n. 5, Star Comics, marzo 2008.
- Andrea Aromatico (testi), Sergio Gerasi (disegni); Nel sole e nel mare, in Nemrod n. 6, Star Comics, aprile 2008.
- Giuseppe Di Bernardo (testi), Sergio Gerasi (disegni); Technozombie, in Cornelio - Delitti d'autore n. 3, Star Comics, settembre 2008.
- Ade Capone (testi), Sergio Gerasi (disegni); I messaggeri, in Trigger n. 1, Star Comics, ottobre 2008.
- Ade Capone (testi), Sergio Gerasi (disegni); Nel profondo, in Trigger n. 3, Star Comics, novembre 2008.
- Alessandro Bilotta (testi), Sergio Gerasi (disegni); I morti, in Valter Buio n. 1, Star Comics, marzo 2010.
- Alessandro Bilotta (testi), Sergio Gerasi e Dario Sansone (disegni); Ricordi di un'amnesiaca, in Valter Buio n. 6, Star Comics, agosto 2010.
- Alessandro Bilotta (testi), Sergio Gerasi (disegni); L'uomo nero, in Valter Buio n. 12, Star Comics, febbraio 2010.
- Fabio Celoni e Adriana Coppe (testi), Sergio Gerasi (disegni); Il borgo dimenticato, in San Michele n. 1, Star Comics, ottobre 2010.

### Sergio Bonelli Editore
- Fabrizio Accatino (testi), Sergio Gerasi (disegni); L'assassino della porta accanto, in Dylan Dog n. 307, Sergio Bonelli Editore, aprile 2012.
- Alessandro Bilotta (testi), Sergio Gerasi (disegni); Il principe d'inverno, in Almanacco della Paura n. 24, Sergio Bonelli Editore, marzo 2014.
- Giovanni Gualdoni (testi), Sergio Gerasi (disegni); L'ultima trincea, in Le storie n. 21, Sergio Bonelli Editore, giugno 2014.
- Luigi Mignacco (testi), Sergio Gerasi (disegni); Gli spiriti custodi, in Dylan Dog n. 345, Sergio Bonelli Editore, giugno 2015.
- Paola Barbato (testi), Sergio Gerasi (disegni); Remington House, in Dylan Dog n. 360, Sergio Bonelli Editore, agosto 2016.
- Alessandro Bilotta (testi), Sergio Gerasi (disegni); Il cuoco mascherato, in Mercurio Loi n. 4, Sergio Bonelli Editore, agosto 2017.
- Alessandro Bilotta (testi), Sergio Gerasi (disegni); Nemico pubblico n.1, in Dylan Dog Special n. 31, Sergio Bonelli Editore, settembre 2017.
- Alessandro Bilotta (testi), Sergio Gerasi (disegni); Il circolo degli intelligentissimi, in Mercurio Loi n. 11, Sergio Bonelli Editore, maggio 2018.
- Gigi Simeoni (testi), Sergio Gerasi (disegni); La macchina che non voleva morire, in Dylan Dog n. 384, Sergio Bonelli Editore, agosto 2018.
- Gianfranco Manfredi (testi), Sergio Gerasi (disegni); Pugni e pistole, in Cani sciolti n. 11, Sergio Bonelli Editore, settembre 2019.
- Gianfranco Manfredi (testi), Sergio Gerasi (disegni); Milano spara, in Cani sciolti n. 12, Sergio Bonelli Editore, ottobre 2019.
- Roberto Recchioni (testi), Sergio Gerasi, Marco Nizzoli, Luca Casalanguida, Nicola Mari, Angelo Stano (disegni); Oggi sposi, in Dylan Dog n. 399, Sergio Bonelli Editore, novembre 2019.
- Roberto Recchioni (testi), Sergio Gerasi, Nicola Mari (disegni); La lama, la luna e l'orco, in Dylan Dog n. 403, Sergio Bonelli Editore, marzo 2020.
- Roberto Recchioni (testi), Sergio Gerasi, Giorgio Pontrelli (disegni); Anna per sempre, in Dylan Dog n. 404, Sergio Bonelli Editore, aprile 2020.
- Tito Faraci (testi), Sergio Gerasi (disegni); Per pagare e per morire, in Dylan Dog OldBoy n. 4, Sergio Bonelli Editore, dicembre 2020.
- Tiziano Sclavi (testi), Sergio Gerasi (disegni); Varie ed eventuali, in Dylan Dog presenta I racconti di domani n. 4, Sergio Bonelli Editore, maggio 2021.
- Gabriella Contu (testi), Sergio Gerasi (disegni); Albachiara, in Dylan Dog n. 419, Sergio Bonelli Editore, luglio 2021.
- Alessandro Bilotta (testi), Sergio Gerasi (disegni); Una risata vi resusciterà, in Dylan Dog Special n. 35, Sergio Bonelli Editore, settembre 2021.
- Alessandro Bilotta (testi), Sergio Gerasi (disegni); La morte è un dandy, in Eternity n. 1, Sergio Bonelli Editore, novembre 2022.
- Claudio Lanzoni, Barbara Baraldi (testi), Sergio Gerasi (disegni); Non con fragore..., in Dylan Dog n. 436, Sergio Bonelli Editore, dicembre 2022.
- Claudio Lanzoni, Barbara Baraldi (testi), Sergio Gerasi (disegni); ...Ma con un lamento, in Dylan Dog n. 437, Sergio Bonelli Editore, gennaio 2023.
- Gianfranco Manfredi (testi), Sergio Gerasi (disegni); La morte della famiglia, in Cani sciolti n. 5, Sergio Bonelli Editore, maggio 2023.
- Alessandro Bilotta (testi), Sergio Gerasi (disegni); Una storia d'orrore, in Dylan Dog Special n. 37, Sergio Bonelli Editore, settembre 2023.
- Alessandro Bilotta (testi), Sergio Gerasi (disegni); L'impazienza dei suicidi anticipa l'inevitabile, in Eternity n. 4, Sergio Bonelli Editore, novembre 2023.

### Mondadori
- Alan D. Altieri, Tito Faraci (testi), Sergio Gerasi (disegni); Joshua Tree, in Internationoir, Piccola biblioteca oscar, settembre 2007.

### ReNoir Comics
- G&G (2008) con testi di Davide Barzi
- Le tragifavole (2010) - contiene il disco omonimo della band 200 Bullets

### Bao Publishing
- In inverno le mie mani sapevano di mandarino (2014)
- Un romantico a Milano (2018)
- L'Aida (2020)

### Gribaudo
- Orange Chronicle (2019) con testi di Tito Faraci